# عقرب البحر الأزوري
عقرب البحر الأزوري (الاسم العلمي: Scorpaena azorica) هي نوع من الأسماك يتبع جنس عقرب البحر من الفصيلة عقارب البحر.